# Giuseppe Langella
Giuseppe Langella (Loreto, 11 settembre 1952) è un critico letterario e poeta italiano.

## Biografia
Giuseppe Langella trascorse l'infanzia a Porto Potenza Picena, nelle Marche. Nel 1960 si trasferì a Senigallia dove conseguì la maturità scientifica al liceo "Giulio Perticari". Nel 1971 si iscrisse alla facoltà di Lettere all'Università Cattolica di Milano. Dopo un breve periodo in cui fu chiamato all'Università per Stranieri di Perugia, Langella prestò ininterrottamente servizio presso l'Università Cattolica fino al suo congedo nel 2022. Dal 2003 al 2022 ha diretto il Centro di ricerca "Letteratura e cultura dell'Italia unita", costituendo al suo interno, nel 2006, l'Archivio della letteratura cattolica e degli scrittori in ricerca. Ha ricoperto, su nomina ministeriale, il ruolo di presidente del Comitato nazionale per le celebrazioni del centenario della nascita di Luigi Santucci, prima (2018-2021) e, poi, di Mario Pomilio (2021-2023). È stato tra i fondatori della Società italiana per lo studio della modernità letteraria (MOD) ove, nel 2007, ha fondato la sezione "Mod per la Scuola", di cui è stato coordinatore nazionale ininterrottamente fino al 2021. Nel 2023 è stato nominato accademico della Veneranda Biblioteca Ambrosiana di Milano per la classe di italianistica e membro del Consiglio direttivo della Fondazione Piero Bargellini di Firenze.

## Attività e produzione scientifica

### Produzione scientifica

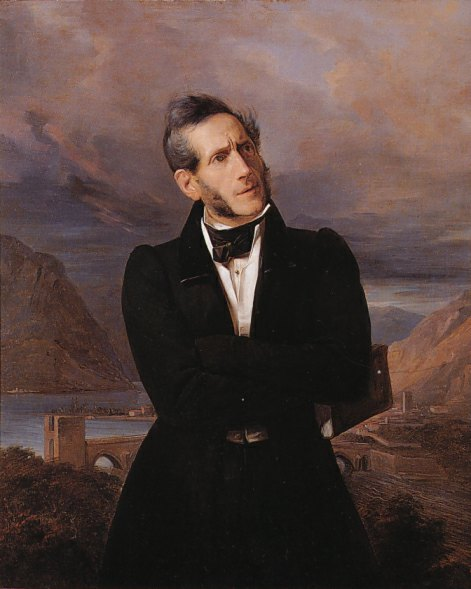
Giuseppe Molteni, Alessandro Manzoni.

Langella condirige, dalla sua fondazione nel 2001, la collana di studi "Biblioteca letteraria dell'Italia unita". Nel 2006 ha fondato la collana editoriale dell' "Archivio della letteratura cattolica e degli scrittori in ricerca", pubblicata dalle «Edizioni di Storia e Letteratura», d'impianto filologico. È stato, inoltre, tra i fondatori, nel 1997, della rivista di studi sveviani «Aghios». È membro del Comitato Scientifico dell'Edizione Nazionale ed Europea delle opere di Alessandro Manzoni e condirettore della «Rivista di Studi Manzoniani». È stato responsabile scientifico e curatore di una sezione del Dizionario biblico della letteratura italiana (2018). Specialista di Manzoni e di Svevo, ha dedicato altresì svariati saggi e monografie alla letteratura risorgimentale, alle riviste del Novecento, alla poesia contemporanea e agli scrittori cattolici. 

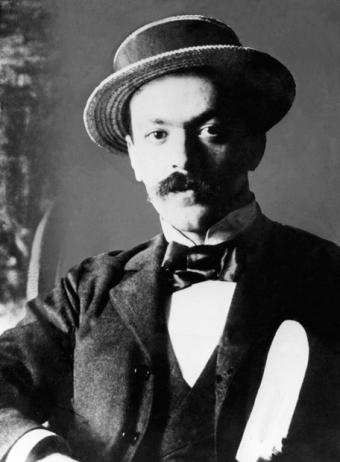
Italo Svevo

Di Svevo, dopo averne illustrato l'intera parabola letteraria, ha sviscerato invece il tema dell'inettitudine, la "simulazione disonesta" e la strategia ironica de La coscienza di Zeno e l'elaborazione del quarto, incompiuto, romanzo, di cui ha allestito un'edizione critica.. Quanto alla lirica, oltre alla curatela, con Enrico Elli, di un'antologia della poesia italiana del Novecento, ha condotto di preferenza i suoi sondaggi su un'area compresa tra la generazione vociana e quella ermetica (Poesia come ontologia. Dai vociani agli ermetici, Studium, Roma 1997), occupandosi di autori come Rebora, Betocchi, Quasimodo, Ungaretti, Sinisgalli, Gatto, Luzi, Bigongiari e Caproni, non senza dimenticarsi di maestri a cavallo tra i due millenni, come Roberto Sanesi o Silvio Ramat. Sul versante, infine, della letteratura contemporanea più aperta alla dimensione religiosa ha lavorato su autori e autrici sensibili come Fogazzaro, Papini, Bargellini, Fallacara, Pomilio, Guidacci e Reali, e ha sviluppato molti settori della letteratura cattolica tra modernismo, concordato e concilio in vari saggi. A parte interessi più contingenti (come Pinocchio, il recupero moderno del mito, gli oggetti, Rocco Scotellaro), ha portato la sua attenzione anche sulla forma romanzo, soprattutto sul romanzo enciclopedico e di formazione, e su alcuni autori di teatro (Pirandello, Bacchelli, Alvaro, Fabbri). Di Pirandello ha curato anche, con Davide Savio, il volume dell'Edizione Nazionale che raccoglie i saggi Arte e scienza e L'umorismo (2022).

## L'attività poetica

### La "prima" maturità
Langella nel 2002 pubblicò, in appendice a un volume sulla montagna, un mannello di testi di Escursioni alpine, utilizzando lo pseudonimo "Pietro Cantagallo". Seguirono Giorno e notte. Piccolo cantico d'amore, pubblicato nel 2003, dedicato alla moglie, e Il moto perpetuo (Torino 2008) insignita del Premio Metauro. Nel 2013 ha dato alle stampe, nella "Lyra" di Interlinea, La bottega dei cammei. 39 profili di donna dalla A alla Z, dedicati «ai nomi parlanti» e «alle muse ignare» (Premio Casentino 2015). Nel 2015, sempre per Interlinea, nella collana "Passio", ha pubblicato il Reliquiario della grande tribolazione. Via crucis in tempo di guerra, ispirato al calvario della guerra bianca combattuta dai reparti alpini in alta quota durante il primo conflitto mondiale (secondo classificato nel Premio Alpi Apuane).

### Il "realismo terminale" e oltre
Dal 2012 al 2023 ha aderito al Realismo terminale di Guido Oldani, meritandosi un posto di rilievo in seno al movimento, con riflessioni teoriche e interventi militanti. Improntata a questa poetica è la sua raccolta Pandemie e altre poesie civili del 2022. Nel 2024 ha fondato la collana “Fendinebbia. Laboratorio di poesia civile”.

## Opere

### Monografie
- Giuseppe Langella, Il secolo delle riviste. Lo statuto letterario dal «Baretti» a «Primato», Milano, Vita e Pensiero, 1982, SBN SBL0303781.
- Giuseppe Langella, Da Firenze all'Europa. Studi sul Novecento letterario, Milano, Vita e Pensiero, 1989, SBN CFI0190382.
- Giuseppe Langella, Italo Svevo, Napoli, Morano, 1992, SBN CAG1024655.
- Giuseppe Langella, Il tempo cristallizzato. Introduzione al testamento letterario di Svevo, Napoli, Edizioni Scientifiche Italiane, 1995, SBN LO10383638.
- Giuseppe Langella, Poesia come ontologia. Dai vociani agli ermetici, Roma, Studium, 1997, SBN LO10444761.
- Giuseppe Langella, Le ‘favole' della «Ronda», Roma, Bulzoni, 1998, SBN LO10450489.
- Giuseppe Langella, L'utopia nella storia. Uomini e riviste del Novecento, Roma, Studium, 2003, SBN LIG0008980.
- Giuseppe Langella, Cronache letterarie italiane. Il primo Novecento dal «Convito» all'«Esame», Roma, Carocci, 2004, SBN VIA0110043.
- Giuseppe Langella, Amor di patria. Manzoni e altra letteratura del Risorgimento, Novara, Interlinea, 2005, ISBN 88-8212-544-0.
- Giuseppe Langella, Manzoni poeta teologo [1809-1819], Pisa, ETS, 2009, ISBN 978-88-467-2230-0.
- Giuseppe Langella, Svevo, Milano, RCS MediaGroup, SBN NAP0797307.
- Giuseppe Langella, La modernità letteraria. Coordinate - Storia - Canone, Milano-Torino, Pearson, 2021, SBN BMT0024970.

### Sillogi poetiche
- Giuseppe Langella, Escursioni, in Ascensioni umane, Brescia, Grafo, 2002, SBN UFE0238486.
- Giuseppe Langella, Giorno e notte. Piccolo cantico d'amore, Genova, San Marco dei Giustiniani, 2003, SBN LEK0012592.
- Giuseppe Langella, Il moto perpetuo, Torino, Aragno, 2008, SBN MIL0770963.
- Giuseppe Langella, La bottega dei cammei. 39 profili di donna dalla A alla Z, Novara, Interlinea, 2013, SBN BA10086277.
- Giuseppe Langella, Reliquiario della grande tribolazione. Via crucis in tempo di guerra, Novara, Interlinea, 2015, SBN LZ10001505.
- Giuseppe Langella, Konzentrationslager, in Giuseppe Langella (a cura di), Luci di posizione. Poesie per il nuovo millennio, Milano, Mursia, 2017, SBN BVE0749884.
- Giuseppe Langella, Lapidi, in Tania Di Malta (a cura di), Il gommone forato. La poesia civile del Realismo Terminale, Pasturana, Puntoacapo, 2022, ISBN 9788866793472.
- Giuseppe Langella, Pandemie e altre poesie civili, Milano, Mursia, 2022, SBN MOD1743649.